# Roter Turm (Lienzer Dolomiten)
Der Rote Turm (2702 m ü. A.) ist ein Berg in den Lienzer Dolomiten und liegt in der Gemeinde Tristach in Osttirol. Benachbarte Berge sind im Westen die Laserzwand und im Osten der Laserzkopf. Der Gipfel des Roten Turms trägt ein Kreuz mit Gipfelbuch.
Der Anstieg auf den Roten Turm erfolgt in der Regel über die Karlsbader Hütte. Knapp vor dem Gipfel der Laserzwand zweigt ein erdiger Steig zum Schmittsattel ab. Der Weg führt weiter über plattigen Fels und darauf in den Schmittkamin. Die Begehung des Roten Turms wird oftmals mit der Besteigung der Laserzwand über die Bügeleisenkante kombiniert. Der Zustieg kann in diesem Fall über die Schöttnerspitze der Laserzwand erfolgen. Der Schmittkamin ist ein schräg rechtsaufstrebender Spalt an der Westkante des Roten Turms. Ein rund zwanzig Meter hohes Teilstück weist den Schwierigkeitsgrad III auf. Nach Erreichen der Schrofenrinne, die zum Südsattel des Roten Turms reicht, führt ein Kamin der Schwierigkeitsstufe II zum Gipfeldach.
Eine weitere Möglichkeit der Begehung des Roten Turms ist der Südwestanstieg. Der Einstieg in den Südwestanstieg befindet sich nach dem Schmittsattel rechts des Schmittkamins unter einem markanten Riss. Die Kletterroute selbst weist als höchste Schwierigkeit den Grad III+ auf.